# 鉢形駅
鉢形駅（はちがたえき）は、埼玉県大里郡寄居町大字鉢形にある、東武鉄道東上本線の駅である。駅番号はTJ 37。

## 歴史
- 1925年（大正14年）7月10日：開設[1]。
- 2015年（平成27年）3月21日：駅舎リニューアル完成[2]。リニューアル後の駅舎は、近隣の埼玉県立川の博物館の水車小屋をイメージしたものである[2]。
- 2020年（令和2年）10月31日：東武竹沢駅 - 男衾駅間のみなみ寄居駅開業に合わせ、駅番号をTJ 36からTJ 37に変更[3]。

## 駅構造
島式ホーム1面2線を有する地上駅。自動改札機設置。駅舎は線路の南側に立地し、小川町寄りにホームと連絡する跨線橋がある。構内は広い。一部時間帯で、係員が不在となる。トイレは多目的トイレを併設した男女別の水洗式で、駅舎内部の切符売り場向かいに設置されている。旧駅舎だった頃は、駅舎とは別棟で跨線橋の横に男女共用の汲み取り式トイレが設置されていたが、駅改築時に撤去された。

### のりば
| 番線 | 路線   | 方向 | 行先       |
| ---- | ------ | ---- | ---------- |
| 1    | 東上線 | 下り | 寄居方面   |
| 2    | 東上線 | 上り | 小川町方面 |

- 2番線から池袋駅まで直通する列車は設定されておらず、森林公園駅から先の池袋方面は小川町駅、または森林公園駅で乗り換えとなる[5]。

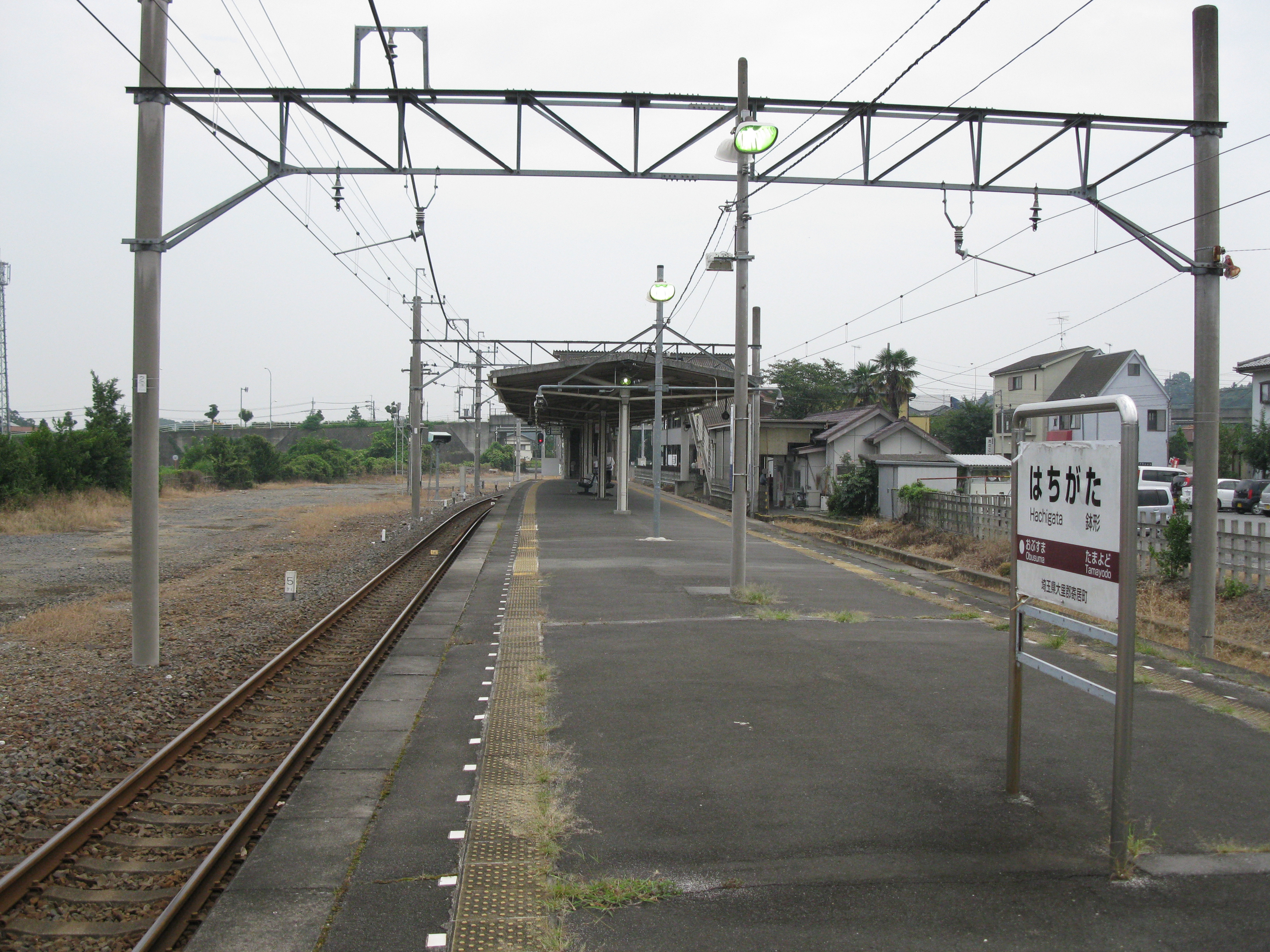
ホーム（2009年8月）
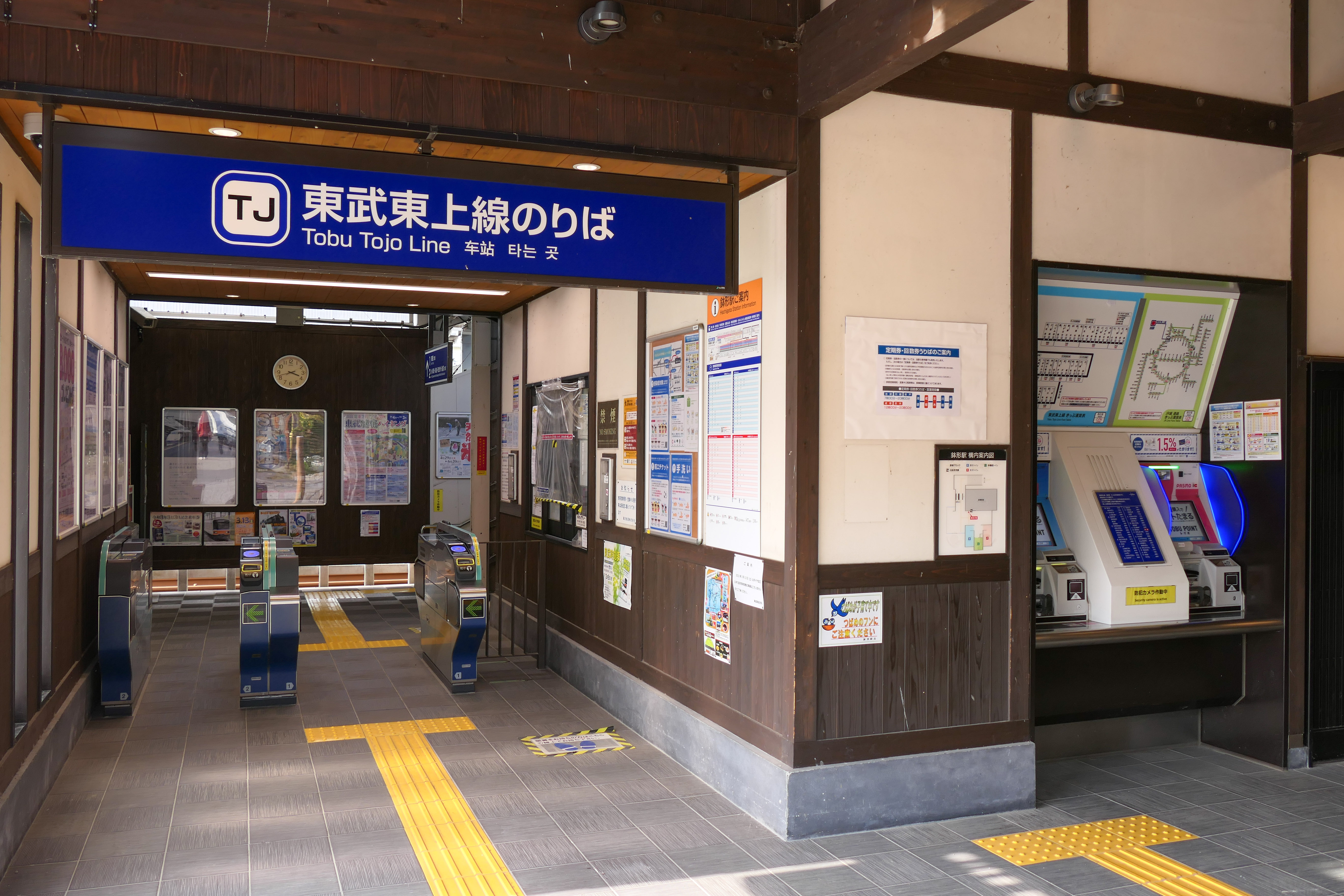
改札口と券売機（2021年4月）
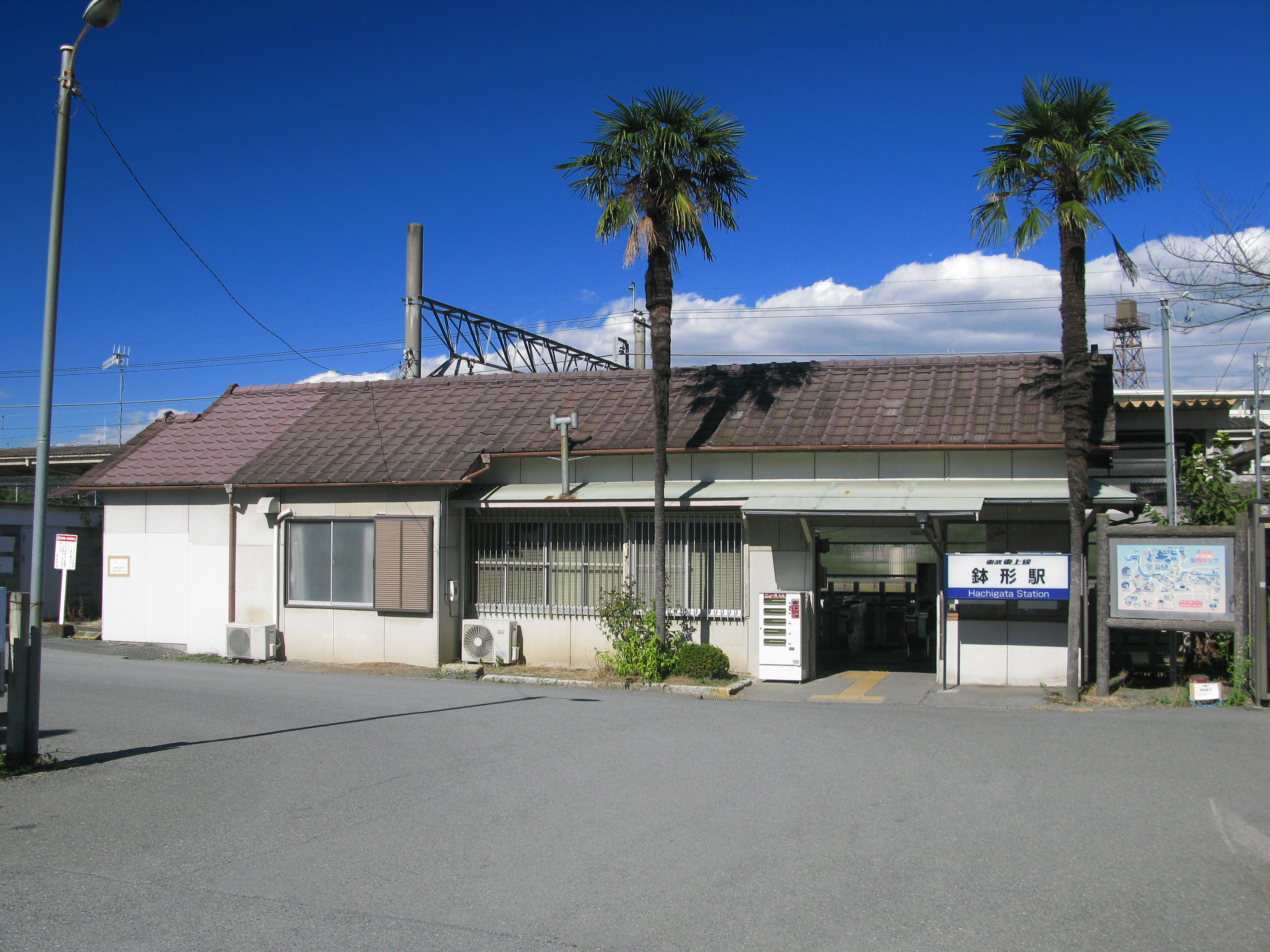
リニューアル前の駅舎（2012年11月）

## 利用状況
2024年度の1日平均乗降人員は787人である。
近年の1日平均乗降人員は下表のとおりである。
| 年度               | 1日平均 乗降人員 | 出典       |
| ------------------ | ---------------- | ---------- |
| 2003年（平成15年） | 1,164            |            |
| 2004年（平成16年） | 1,217            |            |
| 2005年（平成17年） | 1,217            |            |
| 2006年（平成18年） | 1,196            |            |
| 2007年（平成19年） | 1,175            |            |
| 2008年（平成20年） | 1,179            |            |
| 2009年（平成21年） | 1,148            |            |
| 2010年（平成22年） | 1,138            |            |
| 2011年（平成23年） | 1,100            |            |
| 2012年（平成24年） | 1,091            |            |
| 2013年（平成25年） | 1,073            |            |
| 2014年（平成26年） | 1,085            |            |
| 2015年（平成27年） | 1,078            |            |
| 2016年（平成28年） | 1,110            |            |
| 2017年（平成29年） | 1,068            |            |
| 2018年（平成30年） | 1,030            |            |
| 2019年（令和元年） | 967              | [ 東武 3 ] |
| 2020年（令和02年） | 672              | [ 東武 4 ] |
| 2021年（令和03年） | 743              | [ 東武 5 ] |
| 2022年（令和04年） | 802              | [ 東武 6 ] |
| 2023年（令和05年） | 792              | [ 東武 7 ] |
| 2024年（令和06年） | 787              | [ 東武 1 ] |

## 駅周辺
- 荒川
- 埼玉県立川の博物館
- 寄居町立鉢形小学校
- JAふかや 城南支店
- 国道254号
- 埼玉県道253号鉢形停車場線 - 埼玉県内で最短の県道。鉢形駅前と、そのすぐ南側を通っている埼玉県道30号飯能寄居線とを連絡する道路で、総延長は43 mである。
- 鉢形郵便局

1985年（昭和60年）に経営破綻した不動産会社・磯村建設が開発した宅地「サンハイツめじろ台」及び「桜沢ニュータウン」は、当駅が最寄り駅である。

## 隣の駅
東武鉄道
 東上本線
男衾駅 (TJ 36) - 鉢形駅 (TJ 37) - 玉淀駅 (TJ 38)